# Polymetme thaeocoryla
Polymetme thaeocoryla är en fiskart som beskrevs av Nikolai V. Parin och Borodulina, 1990. Polymetme thaeocoryla ingår i släktet Polymetme och familjen Phosichthyidae. Inga underarter finns listade i Catalogue of Life.